# Kim Ji-won
Kim Ji-won (김지원?, Kim Chi-wŏnLR; Distretto di Geumcheon, 19 ottobre 1992) è un'attrice sudcoreana. È nota per le sue interpretazioni nei serial televisivi Areumda-un geudae-ege, Sangsokjadeul e Tae-yang-ui hu-ye.

## Carriera
Entra nel mondo dell'intrattenimento nel 2008, facendo da modella per una pubblicità della LG. Debutta come attrice nel medesimo anno, quando è inclusa nel cast del serial televisivo Mrs. Saigon.
Nel 2011 interpreta Kim Ji-won nella sitcom High kick! - Jjarb-eun dari-ui yeokseup, mentre più tardi prende parte al dorama in stile musical What's Up. Lo stesso anno compie il suo debutto cinematografico in Romantic Heaven.
Il 2012 vede accrescere la sua popolarità, grazie all'inclusione nel serial Areumda-un geudae-ege e nella pellicola horror Museoun iyagi.
L'attrice si afferma nel 2013, quando si cimenta nel ruolo di Rachel nel popolare serial Sangsokjadeul. L'interpretazione come ricca e arrogante erede le vale il premio di "nuova stella" agli SBS Drama Awards. L'anno seguente la vede cimentarsi nel film giallo Gapdongi e nella webserie Joh-eun nal a fianco di So Ji-sub. Firma poi un contratto esclusivo con la King Kong Entertainment.
Nel 2016 recita accanto a Song Hye-kyo e Song Joong-ki nel celebre serial Tae-yang-ui hu-ye, grazie al quale acquisisce notorietà internazionale.
L'anno seguente ottiene il suo primo ruolo da protagonista nel dorama Ssam maiwei, a fianco di Park Seo-joon.

## Filmografia

### Cinema
- Romantic Heaven (로맨틱 헤븐), regia di Jang Jin (2011)
- Museo-un i-yagi (무서운 이야기), regia di Min Kyu-dong (2012)
- Museo-un i-yagi 2 (무서운 이야기 2), regia di Min Kyu-dong (2013)

### Televisione
- High kick! - Jjarb-eun dari-ui yeokseup (하이킥! 짧은 다리의 역습) – serie TV (2011-2012)
- Areumda-un geudae-ege (아름다운 그대에게) – serie TV (2012)
- Sangsokjadeul (상속자들) – serie TV (2013)
- Tae-yang-ui hu-ye (태양의 후예) – serie TV (2016)
- Ssam, my way (쌈, 마이웨이) – serie TV (2017)
- Mr. Sunshine (미스터 션샤인) – serie TV (2018)
- Arthdal Chronicles (아스달 연대기) – serie TV (2019)
- Lovestruck in the City (도시남녀의 사랑법?, Dosinamnyeoui sarangbeopLR)  – serie TV, 16 episodi (2020)
- Il diario della mia libertà (나의 해방일지?, Na-ui haebang-iljiLR) – serie TV (2022)
- La regina delle lacrime (눈물의 여왕?, Nunmur-ui yeo-wangLR)) – serie TV (2024)

## Riconoscimenti
| Anno | Evento                        | Premio                                    | Ricevente          | Risultato       | Fonti  |
| ---- | ----------------------------- | ----------------------------------------- | ------------------ | --------------- | ------ |
| 2013 | 21st SBS Drama Awards         | New Star Award                            | Sangsokjadeul      | Vincitore/trice | [ 16 ] |
| 2014 | 2nd Asia Rainbow TV Awards    | Best Supporting Actress                   | Sangsokjadeul      | Candidato/a     |        |
| 2016 | 5th APAN Star Awards          | Best Supporting Actress                   | Tae-yang-ui hu-ye  | Vincitore/trice | [ 17 ] |
| 2016 | 5th APAN Star Awards          | Best Couple Award (con Jin Goo)           | Tae-yang-ui hu-ye  | Candidato/a     |        |
| 2016 | 1st Asia Artist Awards        | Best Celebrity Award, Actress             | Tae-yang-ui hu-ye  | Vincitore/trice | [ 18 ] |
| 2016 | 30th KBS Drama Awards         | Excellence Award, Actress in a Miniseries | Tae-yang-ui hu-ye  | Vincitore/trice | [ 19 ] |
| 2016 | 30th KBS Drama Awards         | Best New Actress                          | Tae-yang-ui hu-ye  | Vincitore/trice | [ 19 ] |
| 2016 | 30th KBS Drama Awards         | Best Couple (with Jin Goo)                | Tae-yang-ui hu-ye  | Vincitore/trice | [ 19 ] |
| 2016 | Yahoo! Asia Buzz Awards       | Asia Popular Artist Award                 | N.D.               | Candidato/a     |        |
| 2017 | 1st Elle Style Awards (Korea) | Young Icon Award                          | N.D.               | Vincitore/trice | [ 20 ] |
| 2017 | 31st KBS Drama Awards         | Top Excellence Award, Actress             | Ssam, my way       | Candidato/a     | [ 21 ] |
| 2017 | 31st KBS Drama Awards         | Excellence Award, Actress in a Miniseries | Ssam, my way       | Vincitore/trice | [ 21 ] |
| 2017 | 31st KBS Drama Awards         | Netizen Award – Female                    | Ssam, my way       | Vincitore/trice | [ 21 ] |
| 2017 | 31st KBS Drama Awards         | Best Couple (con Park Seo-joon)           | Ssam, my way       | Vincitore/trice | [ 21 ] |
| 2018 | KBS WORLD Global Fan Awards   | Best Couple (con Park Seo-joon)           | Ssam, my way       | Vincitore/trice | [ 22 ] |
| 2019 | 12th Korea Drama Awards       | Excellence Award, Actress                 | Arthdal Chronicles | Candidato/a     | [ 23 ] |